# Смяната започва в шест
„Смяната започва в шест“ (на руски: Смена начинается в шесть) е съветски драматичен филм, заснет от Одеската киностудия през 1958 г. в Кривой рог и мината „Октябърская“. Излиза на голям екран на 8 април 1959 г.

## Сюжет
Внимание:  Текстът по-долу разкрива сюжета на произведението (или части от него)!
След завършване на университета, младият випускник Пьотр Чумак (Александър Холодков) заминава за Кривой рог, за да работи като главен инженер в една от местните мини. Там попада на подчинение на началника на минното управление, стария си приятел и роднина, Алексей Железняк (Аркадий Толбузин) – човек от потомствено миньорско семейство, чийто баща Дмитрий Железняк (Борис Сабуров) е прекарал целия си живот, работейки в същата мина и е придобил уважение и популярност. Още от първия си ден на работа, Чумак се проявява като инициатор на новаторски идеи в добива на руда и предлага да се промени хищническата система на разработка, при която се отбират най-добрите рудни късове, а хиляди тонове остават изгубени. Той среща неразбиране от ръководството, което гони план и безмълвно разрушава бъдещето на мината. Противоборството на специалистите се усложнява и от факта, че Алексей е брат на съпругата на Пьотр.
Един ден при подготовката за въвеждането на новата система за разработка, в една от камерите на мината се получава срутване, при което загива Дмитрий. За виновник е обявен Чумак и неговите нови методи на работа. Сега младият специалист е длъжен да положи максимум усилия, за да се добере до истината и да изчисти името си, както и да защити бъдещето на новата система на работа.

## В ролите
- Александър Холодков като Пьотр Чумак
- Аркадий Толбузин като Алексей Железняк
- Борис Сабуров като Дмитрий Железняк
- Сергей Ромоданов като Силич
- Павел Михайлов като Ковальов
- Юрий Савелев като Путало
- Иван Ковал-Самборский като Щербина
- Александър Суснин като Черьомуха
- Юрий Пузирьов като Пантей Гус
- Игор Безяев като Сенка